# Francesco Bertoldi
Francesco Bertoldi noto anche come Francis Bertody (Esfahan, 1737 – 23 gennaio 1800) è stato un medico italiano naturalizzato statunitense, uno dei pionieri nello studio delle malattie veneree e primo medico di origine italiana a risiedere negli Stati Uniti.

## Biografia
Nato a Esfahan in Persia (Iran) da padre italiano e madre persiana, Francesco Bertoldi studia medicina alla Università di Padova, divenendo quindi membro del Collegio dei medici di Venezia. Attorno al 1770 si trasferisce in Francia come medico di corte del Conte di Provenza, fratello del re Luigi XVI di Francia e futuro re Luigi XVIII di Francia.
Poliglotta (si dice padroneggiasse 9 lingue), libero pensatore e di idee anticlericali, all'indomani della Rivoluzione americana approda nel nuovo Stato come Francis Bertody. Il 16 gennaio 1785 si sposa con Ursula Plympton a Wrentham, MA dove la coppia risiederà negli anni seguenti con numerosa prole. Nel 1788 Bertody ottiene la cittadinanza statunitense. Dopo la breve esperienza di Filippo Mazzei ancora in periodo coloniale, Bertoldi è il primo medico di origine italiana a risiedere stabilmente nel nuovo stato americano. Rimane in America fino alla morte avvenuta durante un viaggio in mare nel 1800.
Del suo lavoro di ricerca medica resta il trattato "L'Art de se guâerir soi-mãeme, des maladies vâenâeriennes, par le moyen de l'eau = The art of curing one's self of the venereal disease, by means of the water" (L'arte di curarsi dalle malattie veneree per mezzo delle acque), pubblicato postumo nel 1804 a Boston in edizione bilingue (francese e inglese).
Il naturalista statunitense Francis Bertody Sumner (1874-1945) fu un suo diretto discendente.